# Aleksei Petrov
Aleksei Stepànovitx Petrov (en rus Алексей Степанович Петров) (Leningrad, 22 de març de 1937 - Moscou, març de 2009) va ser un ciclista soviètic, d'origen rus, que va córrer durant els anys 60 del segle xx.
Va participar en dos Jocs Olímpics d'Estiu: els de 1960, a Roma, en què guanyà una medalla de bronze en la contrarellotge per equips, junt a Víktor Kapitónov, Ievgueni Klevtsov i Iuri Mélikhov; i els de 1964, a Tòquio, en què quedà cinquè en aquesta mateixa prova.
En el seu palmarès també destaca el campionat soviètic en ruta de 1967 i onze etapes de la Cursa de la Pau.

## Palmarès
- 1960
  -  Medalla de bronze als Jocs Olímpics de Roma en contrarellotge per equips
  -  Campió de la URSS en contrarellotge per equips
- 1961
  - Vencedor de 3 etapes de la Cursa de la Pau
- 1962
  - Vencedor de 6 etapes del Tour du Saint-Laurent
  - Vencedor de 5 etapes de la Cursa de la Pau
- 1964
  - 1r al Tour de Crimea
- 1965
  - Vencedor de 2 etapes de la Cursa de la Pau
- 1966
  - Vencedor d'una etapa de la Cursa de la Pau
- 1967
  -  Campió de la URSS en ruta
  - Vencedor d'una etapa de la Volta a Bèlgica amateur